# Coyhaique
Coyhaique (del tehuelche koy ‘laguna’ y aike ‘campamento’) es una ciudad y comuna de la zona austral de Chile, ubicada en la provincia homónima, siendo la capital y el principal núcleo urbano de la región de Aysén del General Carlos Ibáñez del Campo. Se ubica al oriente de la cordillera de los Andes, en la Patagonia chilena, a una altura media de 310 m s. n. m., en el lugar donde confluyen los ríos Simpson y Coyhaique.
La ciudad fue fundada el 12 de octubre de 1929 con el nombre de Baquedano, en homenaje al general chileno Manuel Baquedano, cambiando a su designación actual en 1934 para diferenciarla de la localidad de igual nombre de la región de Antofagasta. Su establecimiento tenía como objetivo facilitar la tarea de colonización de la zona, así como servir de apoyo para el funcionamiento de la Sociedad Industrial de Aysén, la cual mantenía sus instalaciones —actualmente protegidas como Monumento Histórico— en la localidad desde 1906.
Desde poco tiempo después de su fundación tuvo un gran crecimiento, constituyéndose en municipio en 1948 y en la capital regional en 1974, en el marco del proceso de regionalización impulsado por la Dictadura militar.
Su territorio comunal se extiende por más de 7000 km², incluyendo a las localidades de Balmaceda, El Blanco, Villa Ortega, Villa Frei, Valle Simpson, Ñirehuao y Lago Largo, entre otras. En su zona urbana se encuentra la sede del Gobierno Regional de Aysén y el consejo regional, del Delegado Presidencial Regional, la Corte de Apelaciones, así como las correspondientes secretarías regionales ministeriales y los principales servicios públicos.
La ciudad se encuentra conectada con el resto de la región por diferentes caminos —principalmente la Carretera Austral— y con el resto de Chile mediante el Aeropuerto Balmaceda, el cual concentra casi la totalidad del tráfico aéreo de Aysén.

## Toponimia
El nombre Coyhaique corresponde a la castellanización de un término en aonikenk o tehuelche que deriva de qoj, 'laguna' y ajke, 'campamento', es decir, 'campamento de la laguna'. Este nombre designaba a varios lugares y le fue otorgado a este por exploradores no indígenas.
Durante varios años el nombre oficial de la ciudad se escribió con «i», «Coihaique», pero la forma «Coyhaique» siguió siendo preferida por las autoridades locales y por los habitantes de la ciudad, tal como ocurre con el término Aisén/Aysén. A mediados de la década de 2000, cambió la ortografía utilizada por el Instituto Geográfico Militar, de forma que se oficializó «Coyhaique».

## Historia

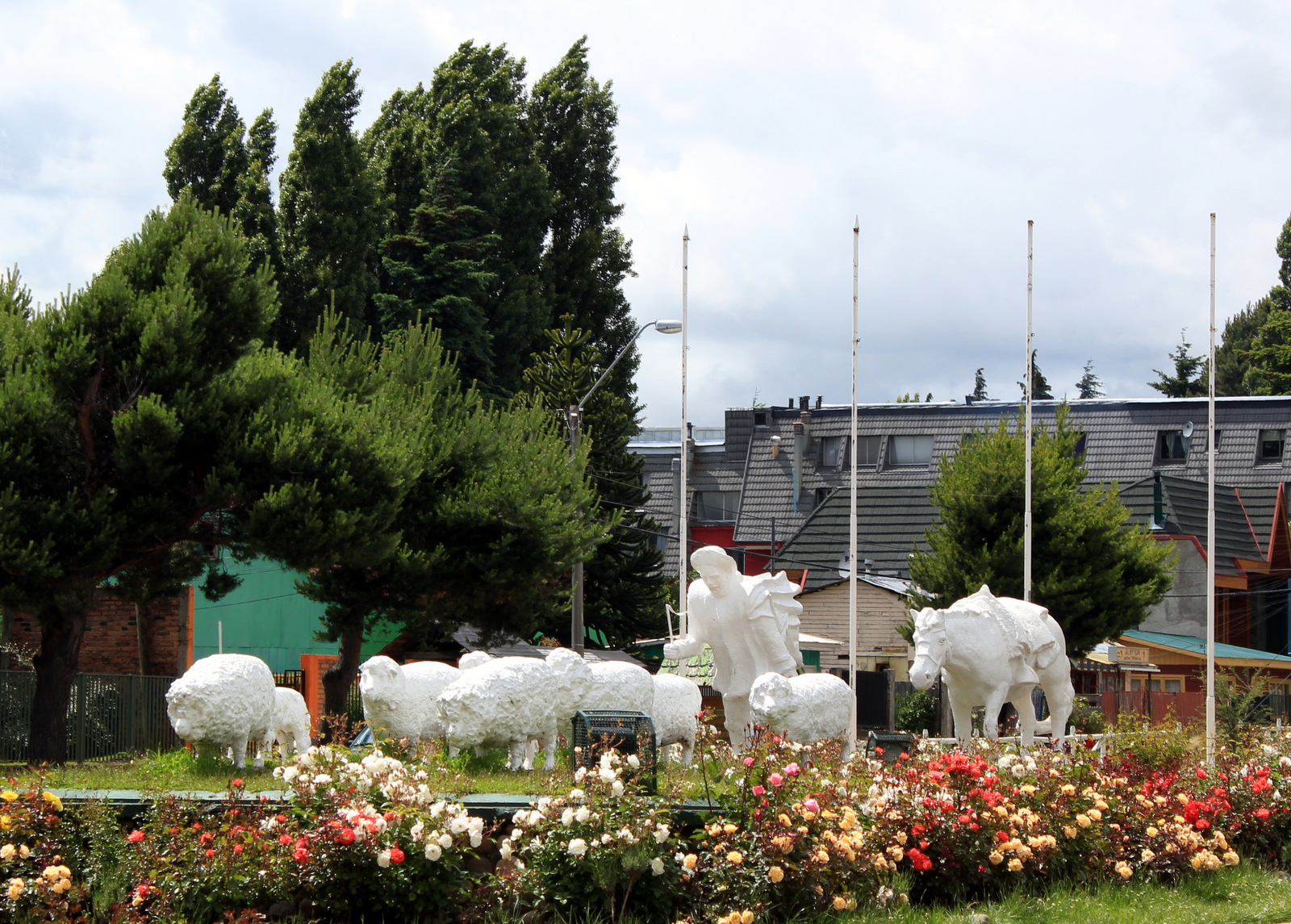
El Monumento al Ovejero (1944) es un hito urbano de la ciudad. Obra del escultor Germán Montero Carvallo, fue donado por la ciudad de Punta Arenas, donde existe otra versión del mismo.

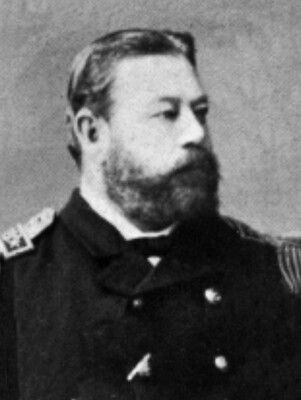
El capitán Enrique Simpson Baeza dirigió las expediciones hidrográficas a la Región de Aysén, durante la tercera de las cuales, el 19 de diciembre de 1872, llegó al sector de Coyhaique.

### Ocupación del territorio
A fines del siglo XIX comenzó la ocupación de la zona por parte de chilenos que llegaron principalmente de dos lugares. Por un lado desde la Araucanía, a través de la Patagonia argentina, a los valles de los ríos Aysén, Simpson, Cisnes y la cuenca del Lago General Carrera. Por otra parte, gran cantidad de los colonizadores del litoral marítimo y las islas Guaitecas provenía del Archipiélago de Chiloé. En los albores del siglo XX comenzaron actividades económicas de mayor volumen, lideradas por compañías ganaderas, que permitieron que la Región fuese ocupada de manera permanente.
El primer registro que se tiene de una visita a la zona que actualmente constituye la ciudad de Coyhaique corresponde al capitán Enrique Simpson Baeza, quien el 19 de diciembre de 1872 logra observar parte de la zona, después de haber remontado por ochenta días el río Aysén, en el marco de su tercera expedición hidrográfica.
Como parte del proceso colonizador promovido por el Estado de Chile a partir del Laudo Arbitral de 1902, dictado por el rey británico Eduardo VII y por medio del cual se fijó la frontera con la República Argentina, se decidió promover la ocupación y población del territorio por medio de la iniciativa privada, entregando grandes extensiones de terreno en arriendo. De esta manera, en 1903, se le entregó en concesión por veinte años a Luis Aguirre, residente de Punta Arenas, los valles de los ríos Coyhaique, Mañihuales y Ñirehuao. Posteriormente, dicho individuo cedería sus derechos a la Sociedad Industrial de Aysén (conocida por su acrónimo S.I.A.), entidad formada por capitalistas magallánicos dirigidos por Mauricio Braun.
Poco tiempo después de la obtención de los terrenos, se inició el despeje de los mismos para su ocupación ganadera, procedimiento que significó la quema por medio de roce o incendio de grandes extensiones de bosque nativo, que en algunos casos duraron años. De esta forma, en 1906, empresa estableció sus principales instalaciones en un lugar conocido como «Pampa del Corral», en la confluencia de los ríos Simpson y Coyhaique, varias de las cuales conforman actualmente un monumento histórico. Este lugar se encontraba ubicado en una posición privilegiada, con comunicación terrestre a Puerto Aysén y el poblado de Balmaceda.
Como parte de sus obligaciones, la S.I.A. tenía que realizar obras como caminos, además de radicar en ese territorio a cien inmigrantes de origen sajón. Sin embargo, y pese a los logros económicos obtenidos por la empresa, no procedió a dar cumplimiento a tal compromiso. Por su parte, en el mismo periodo, una gran cantidad de individuos particulares, conocidos como colonos libres, procedieron a ocupar parte de las zonas arrendadas por la sociedad, principalmente en el Valle del Río Simpson.
A comienzos de la década de 1920, el Estado de Chile, a instancias de individuos como el diplomático y poeta Víctor Domingo Silva, dejó de lado su desinterés original y procedió a intervenir con mayor fuerza en la zona, creando en 1927 el Territorio del Aysén, con capital en Puerto Aysén. Poco tiempo después, en 1928, y a instancias del intendente Luis Marchant González, se dispuso el establecimiento del pueblo de Baquedano, ceremonia que se llevó a cabo el 12 de octubre de 1929 y materializada realmente tiempo después.

### Creación deBalmaceda
El establecimiento de una urbanización en la zona central del territorio permitió un acelerado crecimiento, llegando a eclipsar al pueblo de Balmaceda (establecido en 1917) y por otra al establecer una base urbana en la principal región ganadera. A mediados de la década de 1930, comenzó la retirada de las grandes compañías arrendatarias, al igual que el término de la colonización espontánea e individual, permitiendo el desarrollo de la nueva ciudad. De allí en adelante la acción del Estado para radicar población e invertir en obras públicas será dominante, situación que en la Región de Aysén se mantiene hasta la actualidad.
El censo chileno de 1940 registró a más de cuatro mil habitantes en la delegación de Coyhaique —comparado con 5790 personas en la delegación de Puerto Aysén—, crecimiento sostenido que se mantuvo en el tiempo, permitiendo con ello el establecimiento de la municipalidad, hecho que se materializó el 1 de julio de 1947. Posteriormente, en 1959, se dictó la ley n.º 13.375 que dispuso la creación del Departamento de Coyhaique, en momentos que la ciudad ya había sobrepasado al puerto como principal núcleo poblacional de la región.

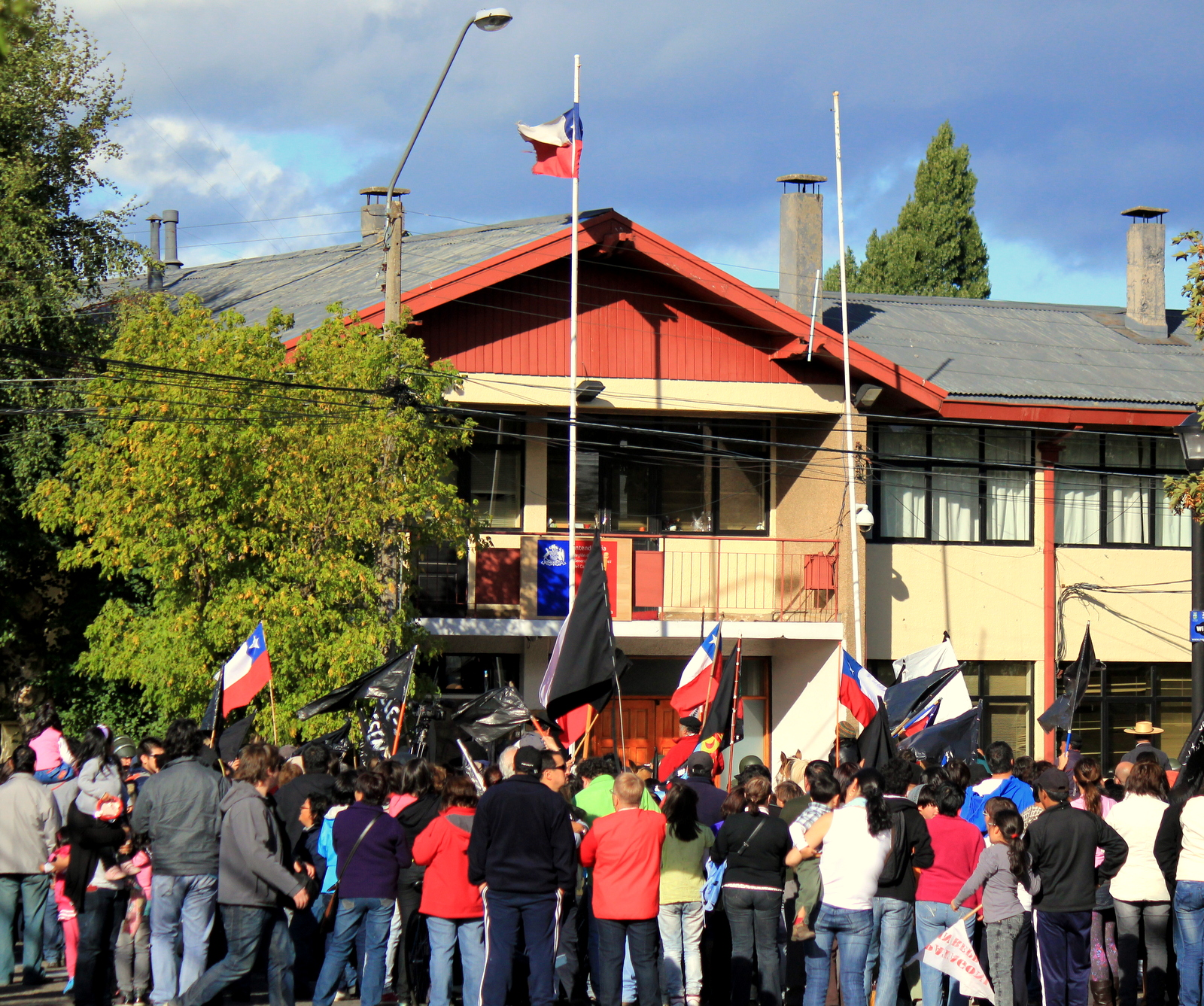
Manifestación frente a la Intendencia Regional durante las protestas en la Región de Aysén durante el año 2012.

En la década de 1970, coincidiendo con la crisis de la ganadería, la actividad económica pasa a depender en gran medida de la inversión pública, pasando a ser las áreas urbanas el centro y motor de la actividad regional. El 21 de mayo de 1971 llegó la televisión a la ciudad, con la apertura del Canal 8 de Televisión Nacional de Chile, inicialmente una estación independiente y que posteriormente conformaría una pequeña red regional.

### Capital regional
En 1974, como producto del proceso de reordenamiento administrativo iniciado por la dictadura militar desde su ascenso al poder tras el Golpe de Estado, se procedió a trasladar la capital regional a Coyhaique desde Puerto Aysén. Asimismo, en 1976, se Impulsa de manera significativa por parte de Augusto Pinochet Ugarte y el Ejército de Chile la construcción de la Carretera Austral la cual crea, mejora y desarrolla de manera notable la comunicación vial de la región, permitiendo —por vez primera— comunicación terrestre para muchas familias de casi toda la zona.
A comienzos del siglo XXI se advierte que la ciudad ha crecido sostenidamente, sin perjuicio de haberse reducido sustancialmente el aislamiento con el resto de Chile. En parte por el desinterés advertido por la población local con el gobierno de Santiago, y el hecho de tener un elevado costo de la vida originado en los continuos problemas de conectividad, en el mes de febrero del año 2012 se sucedieron una serie de protestas que alteraron la usual tranquilidad de la ciudad.

## Medio ambiente

### Geomorfología y componentes abióticos
La comuna de Coihaique se encuentra emplazada en la unidad geomorfológica de Cordillera patagónica de fiordos y ríos de control tectónico.

### Clima
La ciudad de Coyhaique posee un clima semicontinental (Cfb/Dfb) debido a su lejanía al océano, mientras que el resto de la comuna presenta diferentes climas según su geomorfología, según la clasificación climática de Köppen el clima de tundra (ET), clima de tundra de lluvia invernal (ET (s)), clima mediterráneo de lluvia invernal (Csb), clima mediterráneo de lluvia invernal de altura (Csb (h)), clima mediterráneo frío de lluvia invernal (Csc), clima templado lluvioso (Cfb) y clima templado lluvioso frío (Cfc).
Debido a la latitud de la ciudad y su ubicación cercana a la estepa, el clima es bastante riguroso. Los veranos son húmedos y con máximas de hasta 28 °C, mientras que en invierno baja drásticamente la temperatura y no es raro que se presenten mínimas de hasta -15 °C. Las precipitaciones se encuentran entre 800 y 1200 mm anuales, con abundantes nieves invernales. La temperatura absoluta mínima invernal alcanza -19.2 °C y la máxima absoluta en verano es de 35.7 °C.
| Parámetros climáticos promedio de Coyhaique (Aeródromo Teniente Vidal) 1991–2020, extremos 1952–presente | Parámetros climáticos promedio de Coyhaique (Aeródromo Teniente Vidal) 1991–2020, extremos 1952–presente | Parámetros climáticos promedio de Coyhaique (Aeródromo Teniente Vidal) 1991–2020, extremos 1952–presente | Parámetros climáticos promedio de Coyhaique (Aeródromo Teniente Vidal) 1991–2020, extremos 1952–presente | Parámetros climáticos promedio de Coyhaique (Aeródromo Teniente Vidal) 1991–2020, extremos 1952–presente | Parámetros climáticos promedio de Coyhaique (Aeródromo Teniente Vidal) 1991–2020, extremos 1952–presente | Parámetros climáticos promedio de Coyhaique (Aeródromo Teniente Vidal) 1991–2020, extremos 1952–presente | Parámetros climáticos promedio de Coyhaique (Aeródromo Teniente Vidal) 1991–2020, extremos 1952–presente | Parámetros climáticos promedio de Coyhaique (Aeródromo Teniente Vidal) 1991–2020, extremos 1952–presente | Parámetros climáticos promedio de Coyhaique (Aeródromo Teniente Vidal) 1991–2020, extremos 1952–presente | Parámetros climáticos promedio de Coyhaique (Aeródromo Teniente Vidal) 1991–2020, extremos 1952–presente | Parámetros climáticos promedio de Coyhaique (Aeródromo Teniente Vidal) 1991–2020, extremos 1952–presente | Parámetros climáticos promedio de Coyhaique (Aeródromo Teniente Vidal) 1991–2020, extremos 1952–presente | Parámetros climáticos promedio de Coyhaique (Aeródromo Teniente Vidal) 1991–2020, extremos 1952–presente |
| Mes | Ene. | Feb. | Mar. | Abr. | May. | Jun. | Jul. | Ago. | Sep. | Oct. | Nov. | Dic. | Anual |
| --- | --- | --- | --- | --- | --- | --- | --- | --- | --- | --- | --- | --- | --- |
| Temp. máx. abs. (°C)                                                                                     | 29.6 | 29.7 | 28.5 | 24.2 | 18.4 | 16.6 | 12.2 | 14.0 | 23.1 | 27.5 | 28.0 | 32.2 | 32.2 |
| Temp. máx. media (°C)                                                                                    | 19.5 | 20.1 | 17.4 | 13.6 | 9.4 | 6.0 | 5.8 | 8.3 | 11.5 | 13.9 | 15.9 | 18.0 | 13.3 |
| Temp. media (°C)                                                                                         | 14.2 | 14.3 | 12.2 | 9.1 | 6.0 | 3.1 | 2.7 | 4.6 | 6.9 | 9.0 | 10.9 | 12.9 | 8.8 |
| Temp. mín. media (°C)                                                                                    | 5.9 | 5.5 | 4.9 | 4.6 | 2.6 | -2.2 | -2.4 | -0.9 | -0.2 | 4.0 | 5.9 | 7.8 | 2.3 |
| Temp. mín. abs. (°C)                                                                                     | 0.0 | -1.0 | -8.0 | -8.4 | -11.0 | -22.2 | -20.0 | -14.4 | -8.8 | -7.3 | -4.2 | -2.3 | -22.2 |
| Precipitación total (mm)                                                                                 | 57.8 | 46.7 | 72.8 | 97.2 | 121.8 | 140.4 | 118.7 | 117.0 | 61.1 | 70.6 | 61.7 | 57.3 | 1023.1                                                                                                   |
| Días de precipitaciones (≥ 1.0 mm)                                                                       | 7.7 | 6.8 | 9.1 | 10.5 | 13.4 | 14.2 | 12.6 | 12.9 | 9.4 | 8.6 | 8.3 | 7.6 | 121.2 |
| Horas de sol                                                                                             | 250.6 | 224.5 | 191.5 | 137.1 | 79.5 | 54.5 | 72.5 | 114.1 | 156.8 | 208.1 | 224.6 | 238.6 | 1952.4                                                                                                   |
| Humedad relativa (%)                                                                                     | 59 | 60 | 64 | 71 | 80 | 82 | 81 | 74 | 67 | 61 | 59 | 59 | 68 |
| Fuente n.º 1: Dirección Meteorológica de Chile (humedad 1970–2000)                                       | | | | | | | | | | | | | |
| Fuente n.º 2: NOAA (días con precipitaciones 1991–2020)                                                  | | | | | | | | | | | | | |

### Hidrografía
Esta además se halla entre las cuencas hidrográficas de Costeras e Islas entre el río Aysén, río Baker y Canal Gral. Martínez, Costeras e Islas entre el río Palena y río Aysén, río Aysén y río Baker. Además, la comuna posee diversos cuerpos de agua, entre los que se destacan el lago Atravesado, lago Caro, lago Castor, lago Diunco, lago El Desierto, lago Elizalde, lago Frío, lago La Paloma, lago Laguno, lago Largo, lago Misterioso, lago Monreal, lago Norte, lago Pollux, lago Thompson, lago Zapata y lago El Toro, laguna Alvarado, laguna El Zorro, laguna Escondida, laguna Las Perdices, laguna Mala y laguna Pampa Alta.

### Componentes bióticos
Dentro del territorio de la comuna se pueden hallar los siguientes ecosistemas:
- Bosque caducifolio templado andino donde predominan Nothofagus pumilio y Berberis ilicifolia (Preocupación menor)
- Bosque caducifolio templado andino donde predominan Nothofagus pumilio y Ribes cucullatum (Preocupación menor)
- Bosque siempreverde templado andino donde predominan Nothofagus betuloides y Chusquea macrostachya (Vulnerable)
- Estepa mediterránea-templada oriental donde predominan Festuca pallescens y Mulinum spinosum (Vulnerable)
- Herbazal templado andino donde predominan Nassauvia dentata y Senecio portalesianus (Preocupación menor)
- Matorral arborescente caducifolio mediterráneo-templado oriental donde predominan Nothofagus antarctica y Berberis microphylla (Preocupación menor)
- Matorral caducifolio templado andino donde predomina Nothofagus antarctica (Preocupación menor)
- Matorral caducifolio templado andino donde predominan Nothofagus antarctica y Empetrum rubrum (Preocupación menor)
- Zonas geográficas hinóspitas sin vegetación (Sin información)

### Medidas de protección ambiental y conflictos socioambientales
Dentro del territorio de la comuna de Coyhaique se encuentra el Parque nacional Cerro Castillo (compartido con la comuna de Río Ibáñez), así como el monumento natural Dos Lagunas y las reservas nacionales Coyhaique, Río Simpson (compartida con la comuna de Aysén), Trapananda y Lago Las Torres (compartida con Lago Verde).

Hasta 2022, la comuna de Coihaique cuenta con las siguientes zonas que cuentan con algún nivel de protección ambiental:
- Cerro Rosado (Bien Nacional Protegido)[27]
- El Chucao, antes El Curicano (Iniciativa de Conservación Privada)[28]
- Espacio y Tiempo (antes las Tepas) (Iniciativa de Conservación Privada)[29]
- laguna Vera (Bien Nacional Protegido)[30]
- Monumento Natural Dos Lagunas (Monumento Natural y Sitio ERB)[31][32]
- Parque nacional Cerro Castillo (Parque Nacional)[33]
- Reserva Forestal Coyhaique (Reserva Forestal)[34]
- Reserva nacional Lago Las Torres (Reserva Nacional)
- Reserva nacional Río Simpson (Reserva Nacional)
- Reserva nacional Trapananda (Reserva Nacional)[35]
- río Claro-Rio Cordillerano (Iniciativa de Conservación Privada)[36]
- Sector Hudson (Sitios Ley 19.300)[37]

#### Contaminación atmosférica
En la primera mitad de la década de 2010, Coyhaique fue una de las ciudades con más problemas de contaminación atmosférica por material particulado del mundo debido al elevado consumo de leña de mala calidad (especialmente húmeda) y el uso de calentadores no adecuados. Algunos señalan que esto se debe la carencia de recursos y de interés político, a la falta de compromiso de los organismos que deben realizar el control de la calidad del aire.
La densa y compacta nube tóxica que se produce sobre Coyhaique es un fenómeno que se ha vuelto cada vez más recurrente. El frío reinante en la zona favorece lo que se conoce como inversión térmica. Se trata de un fenómeno donde una capa de aire caliente atrapa bajo ella al aire más frío, impidiendo su disipación, manteniendo todos los contaminantes en la zona baja. Esto genera que la calidad del aire en días de bajas temperaturas, llegue a niveles extremadamente peligrosos para la salud.
Para 2016, según la Organización Mundial de la Salud y mediciones en la calidad del aire, se determinó que Coyhaique es la ciudad más contaminada de América Latina.

## Demografía
Según el censo chileno de 2017, la comuna de Coyhaique cuenta con una población total de 57 818 (hombres: 28 763 / mujeres: 29 055), de la cual 49 954 corresponde a habitantes urbanos y 7863 rurales.
Una pequeña parte de la población fue atraída a Aysén por algún plan de colonización impulsado a lo largo de diferentes gobiernos anteriores. La mayoría de la población coyhaiquina es producto de un fenómeno de colonización espontánea, la que incluso en un principio fue mal entendida por el gobierno central, generándose enfrentamientos tales como la llamada "Guerra de Chile Chico".
En general, aquellos primeros habitantes corresponden a chilenos originarios del archipiélago de Chiloé, de la Araucanía y de Los Lagos, que ingresaron luego de larga permanencia en la República Argentina, lo que tuvo como resultado una asimilación de costumbres y de acento rioplatense. Igualmente, se asentaron inmigrantes alemanes y de Medio Oriente.
La población actual se compone de descendientes de esos primeros pobladores, de gente que llegó posteriormente (en gran parte empleados públicos) y que se quedaron en forma definitiva, y una población flotante de empleados públicos (fuerzas armadas, Carabineros y profesionales de diversos servicios públicos) que normalmente regresa a su tierra al cabo de un tiempo.

## Administración

### Historia
De acuerdo a la organización territorial de Chile, el gobierno del espacio local recae en comunas que son administradas por municipio, los cuales, de acuerdo a la Ley n.º 18.695, Orgánica Constitucional de Municipalidades, tienen como finalidad satisfacer las necesidades de la comunidad local y asegurar su participación en el progreso económico, social y cultural.
La comuna de Coyhaique fue creada por la ley n.º 8.750, de 1947, cuerpo normativo que estableció su área, separándole de la entonces capital del territorio, Puerto Aysén. Dicha norma estableció su entrada en vigencia para el 1 de julio de ese año, siendo nombrado primer alcalde a Alberto Brautigam Luhr, a contar del 30 de diciembre de 1947.

### Municipio
La administración de la comuna recae en un alcalde, jefe del gobierno local, y un concejo municipal de seis integrantes, todos los cuales son elegidos cada cuatro años por medio de sufragio universal. La Municipalidad de Coyhaique es dirigida desde 2021 por el alcalde Carlos Gatica Villegas (DC). Por su parte, el Concejo Municipal de Coyhaique para el periodo 2024-2028 está compuesto por:
- Yohana Hernández Ortega (UDI)
- Sebastián Vera Ojeda (RN)
- Felipe León Maldonado (Ind./RN)
- Ana María Navarrete (PS)
- Ricardo Cantín Beyer (Ind./PPD)
- Marcela Agüero Muñoz (Ind./PCCh).

El municipio de Coyhaique se encuentra organizado en direcciones, las cuales concentran la gran mayoría de las responsabilidades y atribuciones que la ley le atribuye a estas entidades. Entre las principales direcciones se encuentran las de Administración y Finanzas, Obras, Desarrollo Comunitario, Tránsito y Transporte Público, Educación Municipal, Secretaría Municipal y Control, además de una Secretaría Comunal de Planificación.
La comuna de Coyhaique aprobó un presupuesto para el año 2021 de CL$ 14.000.000.000 –más de US$ 18 millones-, el cual distribuye entre sus responsabilidades, entre las cuales se cuenta la educación y el mantenimiento y ejecución de las obras relativas al transporte local. A diferencia de los municipios de otras regiones de Chile, la salud local de las comunas de la Región de Aysén se encuentra encomendada de forma centralizada al Servicio de Salud Aysén.

### Regional y Provincial
En el plano regional, la comuna es asiento de las principales entidades de gobierno, entre ellas la Intendencia y el Gobierno Regional, la Gobernación de la Provincia de Coyhaique, además de las secretarías regionales ministeriales y los servicios y organismos públicos. A partir del 14 de julio de 2021, la figura de Intendente fue sustituida por la de Gobernador Regional, para la cual fue electa la candidata Andrea Macías Palma, quien se convirtió en la primera persona en ostentar este cargo tras su creación. Tras las últimas elecciones realizadas en 2024, Marcelo Santana (UDI) derrotó a la actual gobernadora regional Andrea Macías, y se convertirá en el nuevo gobernador de la región a partir del 6 de enero de 2025.

### Judicial

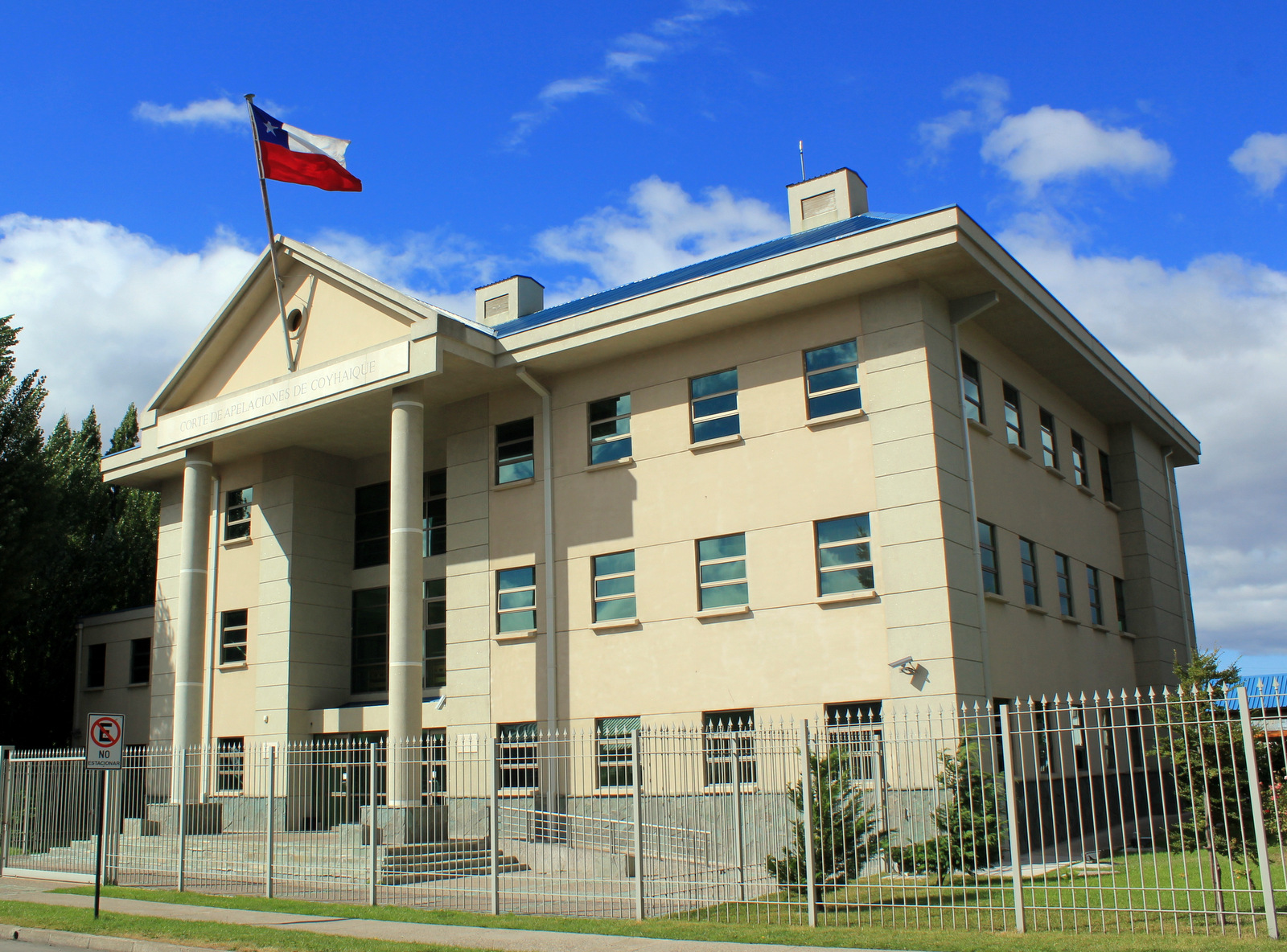
Edificio de la Corte de Apelaciones de Coyhaique, organismo establecido en 1976.

En la ciudad tiene su asiento la Corte de Apelaciones de Coyhaique —creada 1976 y establecida en 1987—, la cual tiene jurisdicción por sobre todo el territorio de la Región de Aysén.
Asimismo, en la comuna, se encuentran ubicados los juzgados de Letras, de Garantía, del Trabajo y de Familia, además del Tribunal de Juicio Oral en lo Penal y el 4º Juzgado Militar, este último bajo dependencia de la Corte Marcial de Chile.
Para asuntos de menor cuantía y asuntos de tránsito, existe un Juzgado de Policía Local, el cual depende administrativamente del Municipio.

### Representación parlamentaria
La comuna de Coyhaique forma parte del distrito electoral n.º 27 y a la circunscripción n.º 14. Sus representantes en el Congreso Nacional de Chile son los senadores Ximena Órdenes Neira (IND) y David Sandoval Plaza (UDI) y los diputados René Alinco (IND), Miguel Ángel Calisto (DC) y Marcia Raphael (RN).

## Economía
En 2018, la cantidad de empresas registradas en Coyhaique fue de 1.965. El Índice de Complejidad Económica (ECI) en el mismo año fue de 1,62, mientras que las actividades económicas con mayor índice de Ventaja Comparativa Revelada (RCA) fueron Organizaciones y Órganos Extraterritoriales (83,36), Extracción de Otros Minerales Metalíferos (62,36) y Corretaje y Ferias de Ganado (23,23).

### Energías renovables
Como una medida paliativa a la contaminación del aire en la comuna, las autoridades incluyeron a Coyhaique en el plan "Comuna Energética" del Ministerio de Energía,
con el propósito de incentivar la eficiencia energética y el uso de energías renovables, elaborando un plan de estrategia energética local, que busca el reemplazo del uso de combustibles fósiles y de leña, principalmente para la calefacción domiciliaria, potenciando el uso de energía térmica proveniente de la generación de energía eléctrica producida por energía eólica. Existen proyectos para la creación de parque eólicos, así como también para aerogeneradores domésticos. El Parque eólico Alto Baguales, de propiedad de Edelaysen, fue inaugurado en 2001 y posee turbinas de la compañía alemana Enercon, que poseen una potencia bruta de generación total de 3,8 MW.

## Relaciones internacionales
La ciudad de Coyhaique es sede de una serie de instituciones de relaciones internacionales, tales como la Unidad Regional de Asuntos Internacionales (URAI) del Gobierno Regional de Aysén, encargada del análisis y gestión de las relaciones bilaterales y multilaterales de la región con América Latina y el resto del mundo, la Comisión de Asuntos Internacionales del Consejo Regional de Aysén, la oficina regional del Servicio Nacional de Migraciones, la oficina regional de la Dirección General de Promoción de Exportaciones (ProChile), y el Departamento de Migraciones y Policía Internacional de la Policía de Investigaciones.
En materia de internacionalización en educación superior, el principal actor dentro de Coyhaique es la Unidad de Relaciones Internacionales de la Universidad de Aysén.

## Servicios públicos

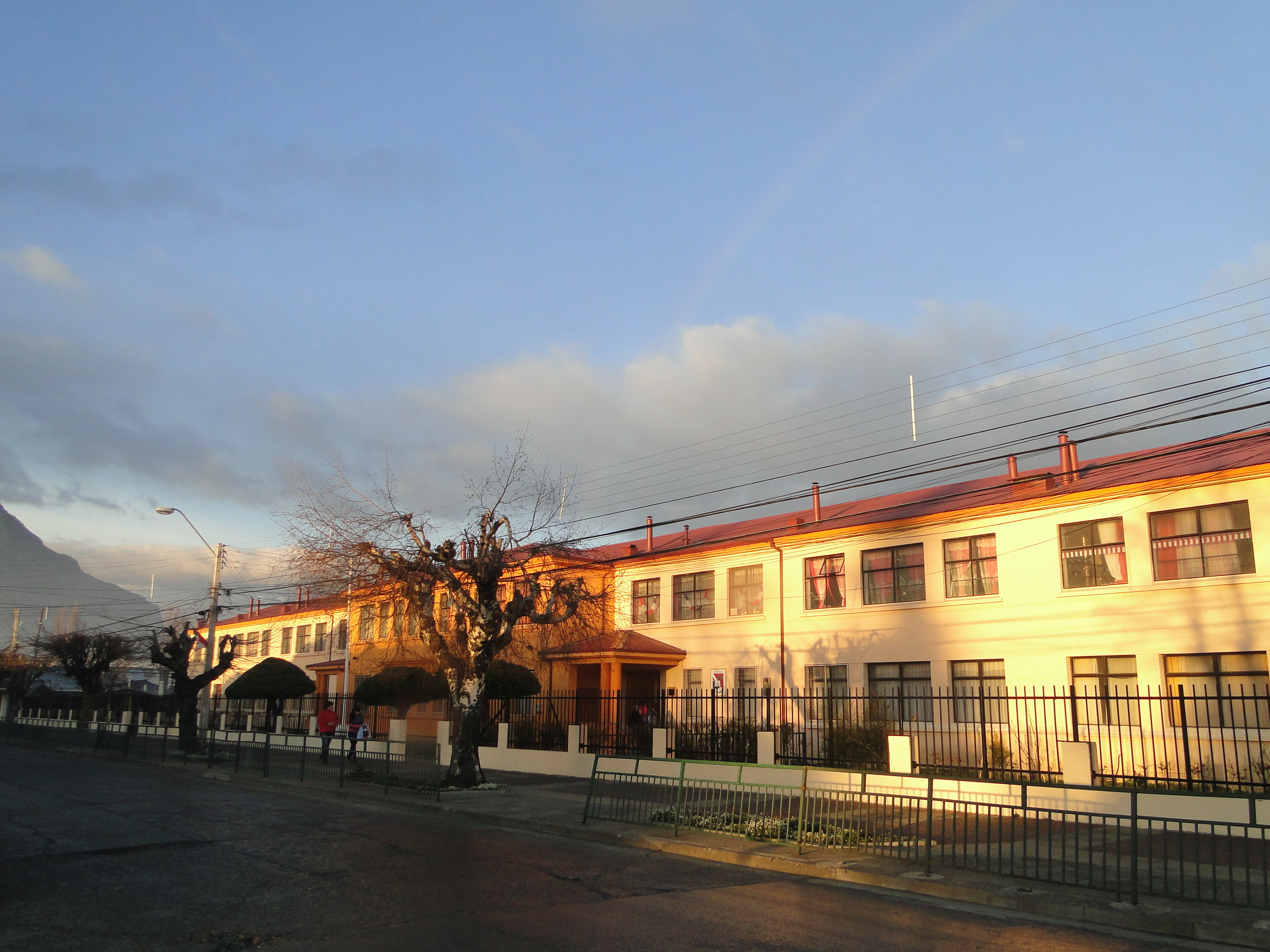
La Escuela Pedro Quintana Mansilla, declarada monumento histórico el año 2005.

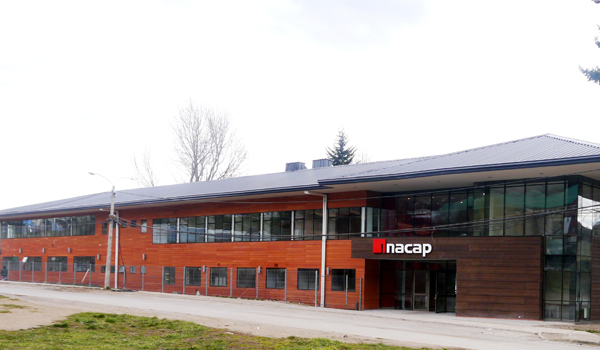
Inacap Sede Coyhaique.

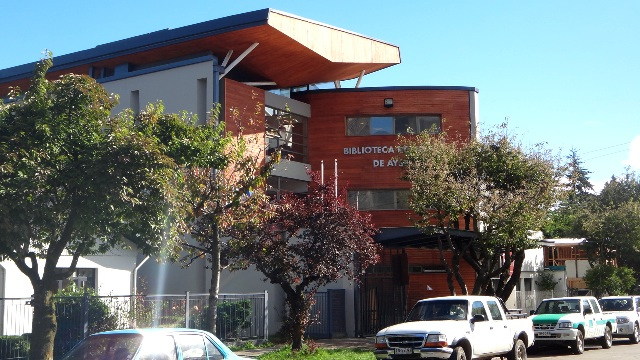
Biblioteca Regional de Coyhaique.

### Educación

#### Educación básica y media
Coyhaique cuenta con treinta y siete establecimientos que imparten los ciclos educacionales básico y medio, con una matrícula total de 14 527 alumnos. De ellos dieciséis son dependientes de la municipalidad y veinte son particulares subvencionados, mientras que uno es administrado por una corporación.

#### Educación superior
Históricamente, la Región de Aysén ha tenido una carencia reiterada de instituciones que impartieran educación superior dentro de la región. A contar del año 1999, la matrícula total de alumnos de la región que se encontraban estudiando en centros de formación técnica, institutos profesionales y universidades ha crecido de forma sostenida. Según información del Ministerio de Educación, alcanza a 1671 estudiantes en 2011, con 277 titulados en 2010. Entre los establecimientos más grandes se debe señalar a Inacap, la Universidad Austral de Chile y la Universidad de Magallanes, que tienen sedes ubicadas dentro del territorio comunal.
En 2017 empezó a funcionar en Coyhaique la Universidad de Aysén, la primera universidad estatal creada en más de 20 años.

### Salud

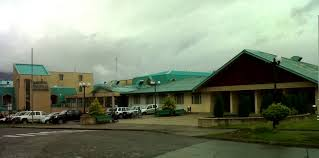
Hospital Regional de Coyhaique.

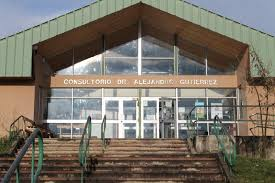
Consultorio Dr. Alejandro Gutiérrez.

La ciudad es sede del Hospital Regional Coyhaique, el de máxima complejidad y capacidad de la región. Asimismo, la zona urbana cuenta con los consultorios Víctor Domingo Silva y Alejandro Gutiérrez y siete postas rurales ubicadas en diversas localidades.
En la calle Francisco Bilbao se encuentra el Consultorio Dr. Alejandro Gutiérrez, que atiende a la población de su sector aledaño, como la Población Gabriela Mistral.

## Cultura
La ciudad de Coyhaique, atendida su calidad de principal centro urbano de la región, concentra buena parte de la oferta cultural de Aysén. Dentro de su territorio se encuentra la moderna Biblioteca Regional, el Centro Cultural de Coyhaique (inaugurado en 2012) y una sala de exhibición de cine. El 5 de enero de 2018 se inauguró el Museo Regional de Aysén, el cual contiene una exhibición permanente sobre la historia de la ciudad y Aysén.
Desde el año 2015, Coyhaique es sede del Festival Internacional de Música de la Patagonia (FIMP), que atrae a personas de todo el país y al que participan cada año importantes artistas de Europa y América.

### Monumentos nacionales
Dentro de la comuna se encuentran la Escuela Pedro Quintana Mansilla (1949) y las construcciones de la Sociedad Industrial de Aysén (1907), las cuales tienen la categoría de monumentos históricos.

### Plaza de Armas
Por el año 1925, aproximadamente, la Sociedad Industrial del Aysén (S.I.A) siendo la concesionaria del sector Baquedano destinó el terreno que comprende la actual plaza, y alrededores, para potreros, en donde los viajeros descansaban y se reponían del viaje. Este lugar fue llamado "La Pampa del Corral". El terreno se limpió para la diversión de los días domingos, practicándose en el lugar, carreras a la chilena, pichangas de fútbol y el juego de la taba.
En los años 1928-29 el Ministerio de Tierras y Colonización designó una comisión de planificación del pueblo de Baquedano, siendo integrada por 8 agrimensores. Sobre la base del estudio realizado por esta comisión les fueron entregados los sitios del nuevo loteo de Baquedano a los colonos. Es, en esta oportunidad, que se realiza el trazado de la Plaza de Armas, el estudio del diseño y mensura de la Plaza correspondió al agrimensor Héctor Monreal, quien obtuvo la idea de una "plaza pentagonal" de uno de los viajes realizados por él a Europa.
A partir de entonces, la plaza fue construida por una Junta de Adelanto que se reunía los sábados y domingos a trabajar. Entre las personas que componían esta junta se encontraban Eliseo Castro, Francisco Colomes, Guillermo Mac-Dowell, Tomás Arévalo, Salvador Hernáez, Nicolás Urcelay, José Vidal Cárdenas, Williams Saunders, Juan Pedro Oyarzún Cárdenas, médico Alejandro Gutiérrez, profesor Pedro Quintana, dentista Juan Partarrieu, Alfonso Serrano, Juan Altuna, Oscar Aranda, Delfín Cordero, Ignacio Araus, Teodoro Holmberg, Juan Mackay, Germán Duhalde, profesor José María Oyarzún Cárdenas y otros. El diseño pentagonal de la plaza tuvo su origen en el primer grupo electo de regidores de la naciente comuna, por acuerdo municipal las cinco callecillas de la plaza llevarían el nombre de los primeros cinco regidores: Juan Mackay, Juan Partarrieu, José María Oyarzún Cárdenas Teodoro Holmberg, Tomás Arévalo.
Con el correr de los años se fueron realizando ciertas obras que perduran hasta hoy como la Glorieta (terraza del Odeón) y la Fuente Central. Después que fue trazada la Plaza por Monreal, ha sido remodelada interiormente varias veces, sin haber cambiado su forma pentagonal. Es así que el trazado fue respetado en el plano regulador, efectuado por el arquitecto René Urbina V. en el año 1969, proyecto gestionado por el alcalde Alberto Straussman Lausbscher.

## Deporte
La municipalidad cuenta con diversas instalaciones para el desarrollo de actividades deportivas, entre ellos varios recintos techados, atendidas las características climáticas de la zona. En esta ciudad se encuentran ubicados la sede regional del Instituto Nacional del Deporte, así como el Estadio y el Gimnasio Regional.
Dentro del territorio comunal, a 29 km desde el centro de la ciudad y a una altitud de 1599 m s. n. m., se encuentra emplazado el centro de esquí El Fraile, lugar donde se practican diversos deportes de invierno. Cuenta con cinco canchas rodeadas de bosques de ñire y lenga, en un espacio cercano a las 550 hectáreas.

## Medios de comunicación
En Coyhaique se edita un periódico de circulación regional: El Divisadero; el único tras el reciente cese de actividad de El Diario de Aysén. Asimismo, es sede de los canales de televisión regional Santa María (Radio y TV) y Rocco TV (Canal 4).

### Radioemisoras
FM
- 88.1 MHz Radio Edelweiss
- 89.1 MHz El Conquistador FM
- 89.5 MHz Inicia Radio
- 90.3 MHz Radio Bío-Bío
- 90.9 MHz Radio Paraíso
- 91.3 MHz Radio Apocalipsis
- 92.9 MHz Radioactiva
- 93.9 MHz Ciudadano Radio
- 94.5 MHz FM Dos
- 94.7 MHz Milenaria FM
- 95.3 MHz Coyhaique FM
- 95.9 MHz Estilo FM
- 96.5 MHz Corazón FM
- 97.1 MHz Radio Fenomenal
- 97.7 MHz Radio Ventisqueros
- 98.3 MHz Radio Corporación
- 99.3 MHz Arcoíris FM
- 99.9 MHz Radio Virtual
- 100.5 MHz Radio Genial FM
- 101.5 MHz Radio Imagina
- 101.9 MHz Positiva FM
- 102.3 MHz Radio Santa María
- 103.3 MHz Radio Armonía
- 104.1 MHz Radio Agricultura
- 104.7 MHz Radio Mirador
- 105.1 MHz Radio ADN
- 105.5 MHz Radio Cooperativa
- 106.5 MHz Radio Pudahuel
- 107.1 MHz Radio Entre Ríos
- 107.5 MHz Nuevo Tiempo
- 107.9 MHz Radio Maranatha

AM
- 840 kHz Radio Santa María

### Televisión
Digital
- 6.1 - Canal 13 HD
- 6.2 - T13 En Vivo
- 6.31 - Canal 13 One Seg
- 8.1 - TVN HD
- 8.2 - NTV
- 8.31 - TVN One Seg
- 10.1 - Mega HD
- 10.2 - Mega 2
- 10.31 - Mega One Seg
- 12.1 - Chilevisión HD
- 12.2 - UChile TV
- 12.31 - Chilevisión One Seg

Cable
- 4 - Rocco TV (VTR)
- 41 - Rocco TV (Telefónica del Sur)
- 49 - Santa María TV (Telefónica del Sur)

IPTV
- Santa Maria TV (Sección Santa Maria TV)
- Genial TV (Sección Señal Genial TV)
- Radio Arcoíris 99.3 TV
- Rocco TV (Sin emisión actualmente)

### Medios digitales principales
- Radio Santa María - Santa María TV[65]
- Radio Genial[66]
- Risco Aysén[67]
- El Divisadero[68]
- Sin Libreto TV
- Coyhaique Datos
- Diario Regional de Aysén[69]
- Diario de Aysén[70]

## Ciudades hermanadas
- Comodoro Rivadavia, Argentina
- Aysén, Chile